# Дискография Алиши Диксон
Дискография Алиши Диксон, британской поп-певицы и бывшей участницы группы «Mis-Teeq», включает четыре студийных альбома, десять синглов и четырнадцать видеоклипов. Дебютный альбом Диксон, Fired Up, был выпущен в Великобритании в 2006 году, но из-за низких рейтингов отменён. Повторный релиз состоялся в Японии в 2008 году. Позже, Диксон подписала контракт с лейблом «Asylum Records» и выпустила второй альбом, The Alesha Show. Он занял 11-е место в UK Albums Chart и был сертифицирован Британской ассоциацией производителей фонограмм. Третий альбом, The Entertainer, Алиша Диксон выпустила в 2010 году.

## Студийные альбомы
| Название        | Детали альбома                                                                                        | Максимальная позиция | Максимальная позиция | Максимальная позиция | Максимальная позиция | Максимальная позиция | Максимальная позиция | Максимальная позиция | Максимальная позиция | Максимальная позиция | Максимальная позиция | Сертификации                 |
| Название        | Детали альбома                                                                                        | UK                   | UK R&B               | BEL (WA)             | FIN                  | FRA                  | IRE                  | JPN                  | NL                   | SPA                  | SWI                  | Сертификации                 |
| --------------- | --- | -------------------- | -------------------- | -------------------- | -------------------- | -------------------- | -------------------- | -------------------- | -------------------- | -------------------- | -------------------- | ---------------------------- |
| Fired Up        | - Релиз: 20 февраля 2006 года - Лейбл: Victor - Формат: CD                                            | —                    | —                    | —                    | —                    | —                    | —                    | 54                   | —                    | —                    | —                    |                              |
| The Alesha Show | - Релиз: 24 ноября 2008 года - Лейбл: Warner Music Group - Формат: CD, цифровое скачивание музыки     | 11                   | —                    | 60                   | 23                   | 39                   | 64                   | —                    | 80                   | 23                   | 69                   | - Великобритания: Платиновый |
| The Entertainer | - Релиз: 28 ноября 2010 года - Лейбл: Warner Music - Формат: CD, цифровое скачивание музыки           | 84                   | 16                   | —                    | —                    | —                    | —                    | —                    | —                    | —                    | —                    |                              |
| Do It for Love  | - Релиз: 9 октября 2015 года - Лейбл: Precious Stone Records - Формат: CD, цифровое скачивание музыки | 81                   | —                    | —                    | —                    | —                    | —                    | —                    | —                    | —                    | —                    |                              |

## Синглы
| «Lipstick»                                                                 | 2006 | 14 | — | —  | —  | — | 42 | — | —  | —  | —  |                                                                                              | Fired Up        |
| «Knockdown»                                                                | 2006 | 45 | — | —  | —  | — | —  | — | —  | —  | —  |                                                                                              | Fired Up        |
| «The Boy Does Nothing»                                                     | 2008 | 5  | 8 | 1  | 2  | 2 | 19 | 5 | 2  | 7  | 5  | - Великобритания: Золотой - Австралия: Золотой - Финляндия: Золотой - Испания: 2× Платиновый | The Alesha Show |
| «Breathe Slow»                                                             | 2009 | 3  | — | 12 | —  | — | 18 | — | 20 | —  | 13 | - Великобритания: Серебряный                                                                 | The Alesha Show |
| «Let's Get Excited»                                                        | 2009 | 13 | — | —  | 14 | — | 36 | — | —  | —  | 40 |                                                                                              | The Alesha Show |
| «To Love Again»                                                            | 2009 | 15 | — | —  | —  | — | —  | — | —  | —  | —  |                                                                                              | The Alesha Show |
| «Drummer Boy»                                                              | 2010 | 15 | — | —  | —  | — | 23 | — | 26 | —  | 28 |                                                                                              | The Entertainer |
| «Radio»                                                                    | 2010 | 46 | — | 44 | —  | — | —  | — | —  | 57 | —  |                                                                                              | The Entertainer |
| «Every Little Part of Me» (с участием Джея Шона)                           | 2011 | 78 | — | —  | —  | — | —  | — | —  | —  | —  |                                                                                              | The Entertainer |
| «The Way We Are»                                                           | 2015 | —  | — | —  | —  | — | —  | — | —  | —  | —  |                                                                                              | Do It for Love  |
| «Tallest Girl»                                                             | 2015 | —  | — | —  | —  | — | —  | — | —  | —  | —  |                                                                                              | Do It for Love  |
| «People Need Love»                                                         | 2015 | —  | — | —  | —  | — | —  | — | —  | —  | —  |                                                                                              | Do It for Love  |
| «Stop» (с участием Wretch 32)                                              | 2016 | —  | — | —  | —  | — | —  | — | —  | —  | —  |                                                                                              | Do It for Love  |
| Знак «—» означает, что альбом не попал в чарт или не был выпущен в стране. |      |    |   |    |    |   |    |   |    |    |    |                                                                                              |                 |

### Промосинглы
| Сингл                    | Год  | Максимальная позиция | Альбом              |
| Сингл                    | Год  | UK                   | Альбом              |
| ------------------------ | ---- | -------------------- | ------------------- |
| «Superficial»            | 2006 | —                    | Fired Up            |
| «Colours of the Rainbow» | 2009 | —                    | The Alesha Show     |
| «Do It Our Way (Play)»   | 2012 | 53                   | не входит в альбомы |
| «Do It for Love»         | 2015 | —                    | Do It for Love      |

### Другие синглы
| Сингл                                               | Год  | Максимальная позиция | Альбом                           |
| Сингл                                               | Год  | UK                   | Альбом                           |
| --------------------------------------------------- | ---- | -------------------- | -------------------------------- |
| «Rumours» (Damage при участии Алиши Диксон)         | 2000 | 22                   | Since You’ve Been Gone           |
| «Take Control» (Roll Deep при участии Алиши Диксон) | 2010 | 29                   | Winner Stays On, The Entertainer |
| «Your Love» (Эшли Уолтерс при участии Алиши Диксон) | 2012 | —                    | не входит в альбомы              |

## Музыкальные видео
| Песня                                                                   | Год  | Режиссёр(ы)                |
| ----------------------------------------------------------------------- | ---- | -------------------------- |
| «Lipstick»                                                              | 2006 | Пол Гор                    |
| «Knockdown»                                                             | 2006 | Джей Ти                    |
| «The Boy Does Nothing»                                                  | 2008 | Майкл Грэйси и Пит Комминс |
| «Breathe Slow»                                                          | 2009 | Max & Dania                |
| «Let’s Get Excited»                                                     | 2009 | Max & Dania                |
| «To Love Again»                                                         | 2009 | Big TV!                    |
| «Drummer Boy»                                                           | 2010 | Рэй Кэй                    |
| «Take Control» (Roll Deep при участии Алиши Диксон)                     | 2010 | Рок Джейкобс               |
| «Radio»                                                                 | 2010 | Алекс Геррон               |
| «Every Little Part of Me» (при участии Джея Шона)                       | 2011 | Ник Фрю                    |
| «We’ll Meet Again» (при участии Веры Линн)                              | 2011 | Руперт Брайан              |
| «Do it Our Way (Play)» (при участии «Real members of Weight Watchers»)  | 2011 | н/д                        |
| «Your Love» (Эшли Уолтерс при участии Алиши Диксон)                     | 2012 | н/д                        |
| «We Are The Children United» (Children United при участии Алиши Диксон) | 2015 | н/д                        |
| «The Way We Are»                                                        | 2015 | н/д                        |
| «Tallest Girl»                                                          | 2015 | De La Muerte Films         |
| «People Need Love (Ash Howes Remix)»                                    | 2015 | Алиша Диксон               |
| «Do It For Love»                                                        | 2015 | н/д                        |
| «Stop» (при участии Wretch 32)                                          | 2016 | Deadbeat Films             |